# Phrynotachina minor
Phrynotachina minor är en tvåvingeart som beskrevs av Townsend 1927. Phrynotachina minor ingår i släktet Phrynotachina och familjen parasitflugor.
Artens utbredningsområde är Peru. Inga underarter finns listade i Catalogue of Life.